# Добсон, Бонни
Бонни Добсон (англ. Bonnie Dobson; 13 ноября 1940, Торонто) — канадская фолк-певица, гитаристка, автор песен. Получила известность в 1960-е годах благодаря песням «I’m Your Woman» и особенно «Morning Dew». Последняя, благодаря Тиму Роузу, стала фолк-рок-стандартом.

## Биография
Её отец был профсоюзным организатором и любителем оперы. Среди тех, кто музыкально повлиял на неё были Поль Робсон и The Weavers.
Добсон стала частью активной сцены фолк-возрождения в Торонто, выступая в местных кофейнях и на народном фестивале Марипоса. Позже она переехала в США, где выступала в кофейнях по всей стране и записала несколько альбомов, в том числе Bonnie Dobson at Folk City в 1962 году, в котором содержалась песня «Morning Dew»..
Добсон постоянно ставила под сомнение право Тима Роуза на соавторство песни «Morning Dew» (утверждая, что Роуз впервые услышал её в исполнении Фреда Нила) (альбом 1964 года «Tear Down The Walls», где автором была указана Добсон).
После возвращения в Торонто в 1967 году она продолжала выступать на местном уровне в кофейнях, а также в программах на канале Си-Би-си. Она вышла замуж и в 1969 году переехала в Лондон, Англия, где занялась университетским образованием, а затем стала администратором философского факультета в Биркбек-колледже, входящем в состав Лондонского университета.
Выйдя на пенсию в 1980-х годах, Добсон вернулась, чтобы выступить в 2007 году в Лондоне с Джарвисом Кокером; в 2013 году она выпустила новый альбом с лейблом Hornbeam и в том же году запустила ряд концертных дат.
Она выступала в компании Combined Services Entertainment и была одной из последних исполнительниц в RAF Salalah Oman.

## Дискография
- 1961: Bonnie Dobson Sings 'She’s Like a Swallow' and Other Folk Songs (Prestige International 13021; Prestige/Folklore Records 14015 [1963])
- 1962: Dear Companion (Prestige International 13031; Prestige/Folklore Records 14007 [1963])
- 1962: Bonnie Dobson at Folk City [live] (Prestige International 13057; Prestige/Folklore Records 14018 [1963])
- 1964: Hootenanny With Bonnie Dobson (Prestige Folklore 14018)
- 1964: Bonnie Dobson Sings a Merry-Go-Round of Children’s Songs (Prestige International 13064)
- 1964: For the Love of Him (Mercury MG-20987/SR-60987)
- 1969: Bonnie Dobson (RCA Victor LSP-4219) (I Got Stung #82 CanPop / #7 CanCon — August 1969)
- 1970: Good Morning Rain (RCA Victor LSP-4277) (Good Morning Rain — recommended CanCon May 1970)
- 1972: Bonnie Dobson (Argo [UK] Records ZFB 79) (featuring «Land of the Silver Birch»)
- 1976: Morning Dew (Polydor [UK] Records 2383 400)
- 2010: Looking back (Biber)
- 2014: Take Me For a Walk in the Morning Dew (Hornbeam [UK] Records HBR 0003)